# Habenaria wolongensis
Habenaria wolongensis är en orkidéart som beskrevs av Kai Yung Lang. Habenaria wolongensis ingår i släktet Habenaria och familjen orkidéer. Inga underarter finns listade i Catalogue of Life.